# Hrabina Altamira z córką

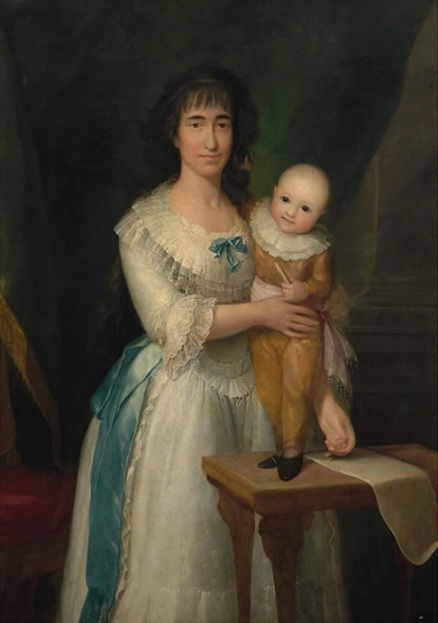
Hrabina Altamira z synem, ok. 1778, Agustín Esteve

Hrabina Altamira z córką (hiszp. María Ignacia Álvarez de Toledo, condesa de Altamira, y su hija María Agustina) – obraz olejny hiszpańskiego malarza Francisca Goi (1746–1828). Obraz należy do Robert Lehman Collection, jest wypożyczony i eksponowany przez Metropolitan Museum of Art w Nowym Jorku.

## Okoliczności powstania
W 1785, za pośrednictwem Ceána Bermúdeza, Goya otrzymał zamówienie na portrety dyrektorów i założycieli nowo powstałego Banco de San Carlos, instytucji finansowej będącej poprzedniczką obecnego Banku Hiszpanii. Goya był wówczas oficjalnym malarzem Karola III, a jego kariera portrecisty arystokratów nabierała tempa. Jednym z sześciu portretowanych bankierów był Vicente Joaquín Osorio de Moscoso y Guzmán, hrabia Altamira. Zadowolony ze swojego portretu hrabia zatrudnił Goyę do sportretowania swojej najbliższej rodziny, mimo że wcześniej korzystał z usług malarza Agustina Esteve. Na przełomie lat 1787–1788 Goya namalował trzy obrazy: sportretował hrabinę z córką oraz synów Vicentego i Manuela. Dzieła miały zdobić nowo wybudowany pałac hrabiów znajdujący się w centrum Madrytu.
María Ignacia Álvarez de Toledo y Gonzaga (1757–1795), córka markiza de Villafranca del Bierzo, była pierwszą żoną hrabiego Altamiry. Para pobrała się 3 kwietnia 1774 i doczekała się siedmiorga dzieci. Hrabiostwo otaczali artystów mecenatem.

## Opis obrazu
Hrabina, z córką Marią Augustiną na kolanach, siedzi na eleganckiej sofie obitej niebieskim jedwabiem. Szykowny mebel ma zapewne przywoływać przepych pałacu hrabiów Altamira. María Ignacia jest ubrana w modnym stylu epoki – krój sukni jest angielski, ale peruka i makijaż należą do francuskiej estetyki, podobnie jak jasnoróżowa satyna ozdobiona kwiatami haftowanymi na rąbku sukni. Jej mocno upudrowana twarz przypomina maskę. Matka i córka trzymają w rękach fiołki, co podkreśla więzi rodzinne. Obok prawego ramienia hrabiny pojawia się plama światła – odbija się ono od pozłacanej ramy sofy, rzeźbionej motywem liści laurowych. Goya skupia się bardziej na kolorystyce i detalach stroju niż na osobowości modelki.
Inskrypcja na dole obrazu głosi: LA EX.ma S.a D.a MARIA YGNACIA ALVAREZ DE TOLEDO MARQVESA DE ASTORGA CONDESA DE ALTAMIRA / Y. LA S. D. MARIA AGVSTINA OSORIO ALVAREZ DE TOLEDO SV HIJA. NACIO. EN 21 DE FEBRERO DE 1787 (Jej Ekscelencja Doña María Ygnacia Álvarez de Toledo, markiza de Astorga i hrabina de Altamira, i Doña María Agustina Osorio Álvarez de Toledo, jej córka, urodzona 21 lutego 1787).

## Proweniencja
Obraz należał do arystokratycznej rodziny Altamira, zdobił madrycki pałac razem z pozostałymi portretami członków rodziny namalowanymi przez Goyę i innych artystów. Odziedziczony przez Vicentego Pío Osorio de Moscoso Ponce de León (1801–1864), hrabiego de Altamira, a następnie przez jego córkę Maríę Rosalíę Luisę, księżną de Baena, obraz był w jej posiadaniu do ok. 1870. Kolejnymi właścicielami byli: markiz de Corvera, Madryt, 1900; Léopold Goldschmidt, Paryż, ok. 1903; hrabia Pastré, Paryż. W 1910 obraz trafił do F. Kleinberger Galleries w Paryżu, gdzie w październiku 1911 nabył go Philip Lehman.